# ماهی‌سیاه (فیلم)
«ماهی سیاه» یا «سیاه‌ماهی» فیلمی مستند محصول سال ۲۰۱۳ آمریکا به کارگردانی گابریلا کوپرثویت است. موضوع این فیلم مربوط به تیلیکوم، یک نهنگ قاتل است، که توسط سی‌ورلد نگهداری می‌شد و جنجال بر سر نهنگ‌های قاتلِ اسیر را برانگیخت. این فیلم در ۱۹ ژانویه ۲۰۱۳ در جشنواره فیلم ساندنس ۲۰۱۳ به نمایش درآمد و توسط مگنولیا پیکچرز و سی‌ان‌ان فیلمز برای اکران گسترده‌تر پشتیبانی شد. این فیلم نامزد جایزه بفتا برای بهترین مستند بود.

## خلاصه داستان

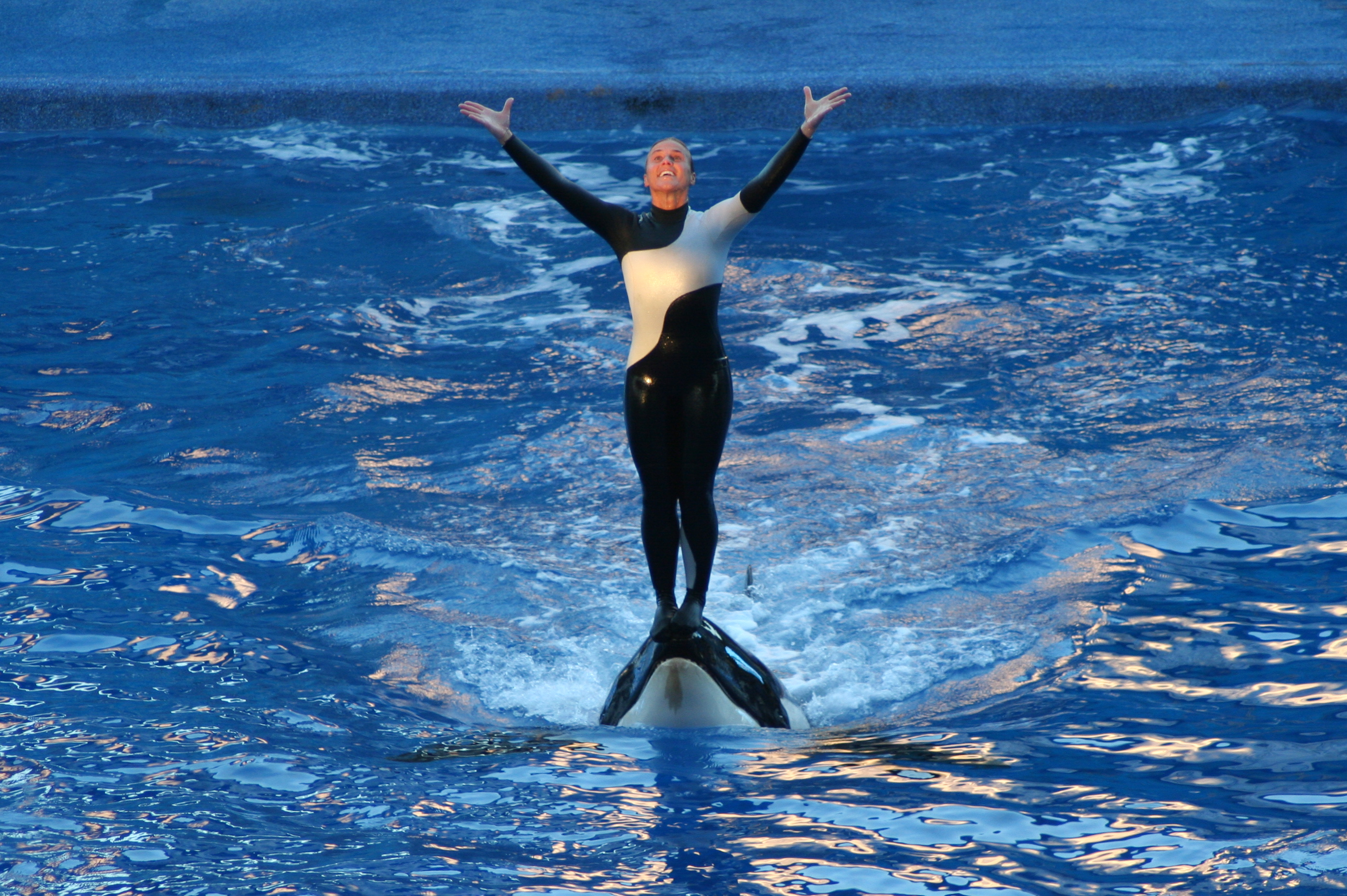
داون برانچئو در سی‌ورلد اورلاندو در سال ۲۰۰۶.

این مستند به اسارت تیلیکوم، نهنگ قاتلی که در مرگ سه نفر دست داشته، و پیامدهای اسارت نهنگ‌های قاتل می‌پردازد. پوشش خبری تیلیکوم شامل روایتی از وقایع منجر به دستگیری او در سال ۱۹۸۳ در سواحل ایسلند و آزار و اذیت ادعایی او توسط دیگر نهنگ‌های قاتل در سیلند اقیانوس آرام می‌شود. کوپرثویت استدلال می‌کند که این حوادث در پرخاشگری اورکا نقش داشته است.
این فیلم شامل شهادت‌نامه‌ای از لوری مارینو، یکی از مدیران پروژه حقوق غیربشر، است. کاوپرت‌ویت ادعاهای سی‌ورلد مبنی بر این که طول عمر نهنگ‌های قاتل در اسارت با طول عمر آن‌ها در طبیعت قابل مقایسه است، اعلام مخالفت می‌کرد؛ در حالی که سی‌ورلد مدعی بود سن معمول این نهنگ، ۳۰ سال برای نرها و ۵۰ سال برای ماده‌ها است، او در فیلم استدلال می‌کند که این ادعا نادرست است. از دیگر مصاحبه‌شوندگان می‌توان به مربیان سابق سی‌ورلد، مانند جان هارگرو، اشاره کرد که تجربیات خود را با تیلیکوم و دیگر نهنگ‌های قاتل در اسارت شرح می‌دهند.
این مستند استدلال می‌کند که نهنگ‌های قاتل وحشی که در نوجوانی به دام افتاده‌اند، هنگام اسارت استرس شدیدی را تجربه کرده‌اند و گذراندن یک عمر در آکواریوم و اجبار به نمایش و تولید مثل، منجر به پرخاشگری نسبت به سایر نهنگ‌های قاتل و انسان‌ها شده است. این فیلم شامل صحنه‌هایی از حملات تیلیکوم به مربیان و دیگر نهنگ‌های قاتل اسیر و همچنین مصاحبه با شاهدان عینی است.

## انتشار
فیلم «ماهی سیاه» اولین بار در ۱۹ ژانویه ۲۰۱۳ در جشنواره فیلم ساندنس به نمایش درآمد. کمی بعد، مگنولیا پیکچرز و سی‌ان‌ان فیلمز حق پخش فیلم در آمریکا را به دست آوردند و آن را در ۱۹ ژوئیه ۲۰۱۳ منتشر کردند، و داگ‌ووف پیکچرز حقوق بین‌المللی آن را به دست آورد. داگ‌ووف این فیلم را به خریداران متعددی در گسترهٔ بین‌المللی فروخت، از جمله نتفلیکس برای بریتانیا، اسکاندیناوی و آمریکای لاتین (دو مورد آخر بعداً به یونیورسال واگذار شدند) و یونیورسال پیکچرز برای آسیا، آفریقا، پرتغال، ایتالیا و اروپای مرکزی و شرقی. با این حال، در سال ۲۰۲۱، به دلایل نامعلومی، نتفلیکس سریال ماهی سیاه را از پلتفرم خود حذف کرد.

## تأثیر

### سی ورلد
سی‌ورلد (SeaWorld) بعداً اعلام کرد که متحمل ضرری ۱۵٫۹ میلیون دلاری شده است که جیم اچیسون، مدیرعامل آن، بخشی از آن را به قیمت بالای بلیط و آب و هوای نامساعد نسبت داد.
در ۹ ماه اول سال ۲۰۱۳، تعداد بازدیدکنندگان از پارک‌های سی‌ورلد و باغ‌های بوش ۵ درصد کاهش یافت، هرچند مشخص نیست که آیا این کاهش حضور به دلیل تأثیر فیلم بوده است یا خیر. سی‌ورلد ادعا کرد که آمار حضور در سه پارک دریایی آن - اورلاندو، سن دیگو و سن آنتونیو - در سه ماه آخر سال ۲۰۱۳ در بالاترین سطح خود برای آن سه‌ماهه بوده است.
در واکنش به این فیلم، سناتور گرِگ بال از ایالت نیویورک، قانونی را در نیویورک پیشنهاد داد که نگهداری نهنگ‌های قاتل در اسارت را ممنوع می‌کند. در مارس ۲۰۱۴، ریچارد بلوم، نماینده مجلس ایالتی کالیفرنیا، قانون رفاه و ایمنی نهنگ‌های قاتل را ارائه کرد، لایحه‌ای در کالیفرنیا که اسارت نهنگ‌های قاتل با هدف سرگرمی را ممنوع و تمام نهنگ‌های فعلی را بازنشسته می‌کند. در ژوئن ۲۰۱۴، آدام شیف و جارد هافمن، نمایندگان کنگره آمریکا، اصلاحیه‌ای را به قانون تخصیص بودجه کشاورزی پیوست کردند که وزارت کشاورزی ایالات متحده را ملزم می‌کرد تا با به‌روزرسانی مقررات مربوط به اسارت آب‌بازسانان، تحت قانون رفاه حیوانات مصوب ۱۹۶۶ با آنان رفتار کند و این پیشنهاد با «حمایت قاطع دو حزب» تصویب شد. این لایحه یک میلیون دلار برای مطالعه تأثیرات اسارت بر پستانداران دریایی اختصاص می‌دهد. شیف از ماهی سیاه به عنوان عاملی که باعث نگرانی عمومی شده است، نام برد.
پس از انتشار ماهی سیاه، خطوط هوایی ساوت‌وست تحت فشار قرار گرفت تا به رابطه ۲۶ ساله خود با سی‌ورلد پایان دهد. ساوت‌وست پاسخ داد که از نگرانی‌ها آگاه است و در مورد آنها با سی‌ورلد «در تعامل» است، اما این همکاری ادامه خواهد یافت. در ژوئیه ۲۰۱۴ اعلام شد که این همکاری تمدید نخواهد شد. در یک بیانیه مطبوعاتی آمده است که این جدایی دو طرفه و بر اساس «تغییر اولویت‌ها» بوده است. دادخواست فعالان محیط زیست به عنوان یکی از عوامل احتمالی این جدایی ذکر شد.
در اوت ۲۰۱۴، سی‌ورلد اعلام کرد که تعداد بازدیدکنندگان و درآمد در سه‌ماهه دوم سال ۲۰۱۴ در مقایسه با سه‌ماهه دوم سال ۲۰۱۳ حدود ۱ تا ۲ درصد کاهش یافته است. علاوه بر این، قیمت سهام سی‌ورلد ۳۳ درصد کاهش پیدا کرد. شرکت این کاهش را به قانون پیشنهادی دولت در رابطه با این مستند نسبت داد. در نوامبر ۲۰۱۴، سی‌ورلد اعلام کرد که حضور در پارک‌ها نسبت به سال قبل ۵٫۲ درصد و سود آن در طول آن سه‌ماهه، ۲۸ درصد کاهش یافته است. تا نوامبر ۲۰۱۴، سهام این شرکت نسبت به سال قبل ۵۰ درصد کاهش یافته بود.
در سپتامبر ۲۰۱۴، شرکت حقوقی روزن (Rosen Law Firm PA) از طرف سرمایه‌گذاران سی‌ورلد تحقیقاتی را در مورد «ادعای احتمالی اوراق بهادار» اعلام کرد. طبق گفته این شرکت، سی‌ورلد «برای اولین بار اذعان کرد که تبلیغات منفی ممکن است تأثیر گذاشته باشد و ممکن است دلیل عدم حضور تماشاگران در حال حاضر و سه‌ماهه‌های گذشته همین بوده باشد.» این شرکت گفت که بررسی خواهد کرد که آیا سی‌ورلد از این تأثیر آگاه بوده و «تصمیم گرفته است که آن را به عنوان دلیلی برای نتایج عملکرد خود کم‌اهمیت جلوه دهد یا خیر.» در سپتامبر ۲۰۱۴، شرکت حقوقی روزن یک دادخواست دسته‌جمعی ارائه داد. در این شکایت ادعا شده است که سی‌ورلد «با این ادعا که کاهش حضور در پارک‌هایش به دلیل تعطیلات عید پاک و سایر عوامل بوده است» و نه به دلیل رهاسازی ماهی سیاه و اقدامات نادرست خود، سرمایه‌گذاران را گمراه کرده است.
سی‌ورلد در اوت ۲۰۱۴ اعلام کرد که این فیلم به درآمد پارک سی‌ورلد در سن دیگو آسیب رسانده است. در ۱۱ دسامبر ۲۰۱۴، سی‌ورلد اعلام کرد که جیم اچیسون، مدیر اجرایی، استعفا خواهد داد و جانشین موقت او در ۱۵ ژانویه ۲۰۱۵ معرفی شد. قیمت سهام این شرکت در سال ۲۰۱۴، ۴۴ درصد کاهش یافته بود.
در اوت ۲۰۱۵، سی‌ورلد از کاهش ۳ درصدی درآمد و ۸۴ درصدی سود خالص برای سه‌ماهه دوم سال ۲۰۱۵ در مقایسه با سال قبل خبر داد. میزان حضور ۱٫۶ درصد کاهش یافت و از ۶٫۵۸ میلیون به ۶٫۴۸ میلیون نفر رسید.
در نوامبر ۲۰۱۵، سی‌ورلد اعلام کرد که قصد دارد به نمایش نهنگ‌های قاتل در پارک موضوعیش، در سن دیگو، پایان دهد. در مارس ۲۰۱۶، سی‌ورلد اعلام کرد که برنامه پرورش نهنگ‌های قاتل خود را پایان می‌دهد و شروع به حذف تدریجی تمام اجراهای زنده با استفاده از نهنگ‌های قاتل خواهد کرد. این شرکت در بیانیه‌ای در مورد این تصمیم گفت: «جامعه در حال تغییر است و ما نیز با آن تغییر می‌کنیم.»
در سال ۲۰۱۸، سی‌ورلد و مدیرعامل سابقش، جیمز اچیسون، توافق کردند که بیش از ۵ میلیون دلار برای حل و فصل اتهامات فدرال مبنی بر پنهان کردن تأثیر منفی مستند ماهی‌سیاه بر کسب‌وکار سرمایه‌گذاران، بپردازند. طبق کیفرخواست و گفته‌های کمیسیون بورس و اوراق بهادار، آچیسون در سه‌ماهه اول سال ۲۰۱۴ سهام سی‌ورلد را فروخت تا ضرر درآمدی خود را پنهان کند.